# 광고 속 가족

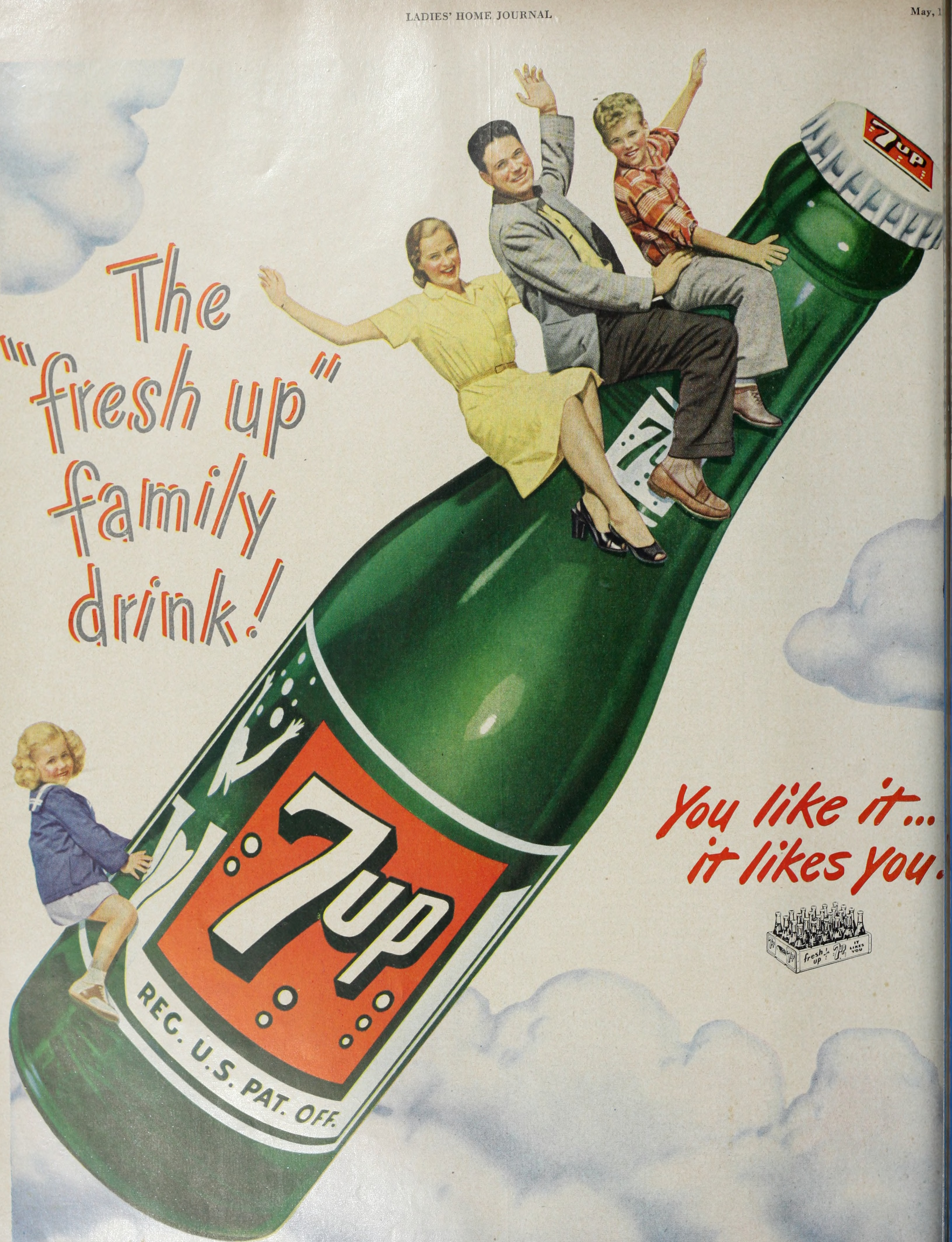
1948년 7월 미국 잡지 Ladies' Home Journal 에 광고 게재

산업 혁명 이후 광고에서 가족을 활용하는 것은 수익을 늘리기 위한 마케팅 캠페인에서 두드러진 관행이 되었다. 특히 일부 사회학자들은 이러한 광고가 행동 과 태도에 영향을 미칠 수 있다고 말하는데, 광고주는 그 시대의 전통적이고 사회적으로 허용되는 역할에 있는 가족 구성원을 묘사하는 경향이 있다.

## 역사

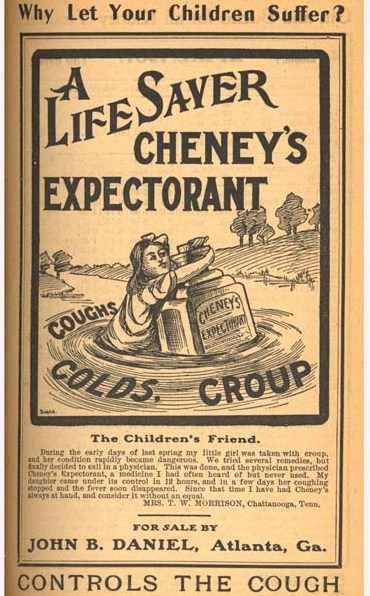
1906년 체니의 거담제 광고

산업혁명 이후에는 광고가 증가하고 가족 이미지의 사용이 일반화되었다. 광고는 상인(및 그들의 상품) 근처에 살고 일하는 청중을 위한 17세기 및 18세기 유럽의 상품 가용성에 대한 정보에서 전 세계 사람들을 연결하고 설득하려는 수백만 달러 캠페인으로 바뀌었다. 특히  대기업이 대량 생산자로 등장하고, 제품이 브랜드화 되고, 고객이 브랜드 충성도를 보이기 시작했다.
경쟁이 치열한 산업 시장에서 광고를 하려면 소비자가 다른 브랜드 대신 특정 브랜드를 구매하도록 설득하는 것이 중요했는데, 마케팅 전략이 상징, 표현, 고정관념(가족 포함)을 사용하여 특정 청중을 대상으로 하기 시작하면서 광고의 규모와 범위가 바뀌었다. 가족 생활은 개인보다 집단의 이익, 선호, 성공을 강조하기 때문에 집단주의 사회는 개인주의 사회보다 광고에 가족 상징을 더 많이 사용하는 경향이 있었다. 특히  집단주의적 한국에서는 자신을 개인주의적이라고 생각하는 미국보다 가족 광고에서 더 많은 성공을 거두었다.
산업화 이후의 광고는 이성애와 중산층 등 널리 퍼져 있는 사회적 가치를 재확인하고 대안적인 가치나 생활 방식을 무시했다. 특히 일본과 같은 국가에서는 텔레비전 광고에서 가족을 계속해서 고정관념적으로 표현하고 있다. 그러나 많은 광고 대행사는 라이프스타일과 가족 유형의 소비자 다양성을 반영하기 시작했다.

## 기능
상업 광고에서 인기 있는 상징인 가족은 이익을 늘리고 소비자에게 긍정적인 평판을 구축하는 데 사용된다. 이는 사회적, 심리적, 개인적 설득 세 가지 수준에서 기능한다.
사회적 설득은 집단 내에서의 자신의 역할과 이에 상응하는 기대에 호소한다. 그것은 참고 집단, 사회 계층, 문화 및 하위 문화에 호소하는 것을 말한다.  가족 상징은 사회적으로 설득력이 있으며, 가족 내에서의 역할과 이에 따른 기대에 호소하며,  가족 관계에는 심리적 애착으로 인해 정서적 압박이 있기도 하다. 또한 광고의 심리적 설득은 동기, 태도, 성격에 호소하는데 실제로, 부모는 자녀에 대한 정서적 애착으로 인해 자녀에게 해를 끼치는 제품을 구매하기를 원할 수 있으며 정서적, 심리적 설득이 인기 있는 광고 전략이다. 가족은 광고가 가장 효과적인 수준인 심리적 수준에서 청중에게 영향을 미친다.
개인적인 설득은 개인의 인구통계학적 정체성이나 소비자 행동에 호소한다. 가족은 하나의 단위로 구매 결정을 내릴 수 있지만 한 가족 구성원이 대부분의 구매 결정을 내릴 수 있으므로 설득력이 있다. 또한, 가족 내에서의 역할과 가족 구매 결정을 내리는 책임에 주목하여 그 사람을 타겟팅하는 것이 다른 가족 구성원을 타겟팅하는 것보다 더 생산적이며 인도의 McDonald's Corporation은 "McDonald's Family Restaurant"이라는 이름으로 성공적으로 마케팅을 진행했다.

### 사회학적 해석
광고는 인종, 사회 계층, 성별, 가치관 및 가족에 대한 설명을 통해 고객을 기업의 제품이나 서비스로 끌어들이는 데 사용된다. 이는 이러한 사회적 범주를 설명하고 사회적 이상이나 규범에 따라 행동을 규정하는데, 특히 Belk와 Pollay(Burke의 석사 논문에서 인용)에 따르면 광고는 이상적인 삶을 보여주고 어떻게 살아야 하는지를 가르쳐 준다고 말한다. 또한 제품과 서비스에 대해 특정 집단의 사람들을 대상으로 하는 광고는 사회적 규범 과 수용 가능한 행동의 변화를 반영하는데 여기서 사람들은 가족의 이미지가 현대의 문화적 가치를 반영하는 상징적인 역할만 한다고 주장하기도 한다. 이에 더해 사회학자들은 가족 이미지를 마케팅 메시지로 활용하고 사회에 대한 행동과 태도를 전달하는 수단으로 활용하는 광고를 연구하도록 대중에게 요청해 왔다.
가족을 묘사하는 광고는 근대에서 포스트모더니티로의 전환을 언급한다.  이러한 전환은 중산층 핵가족 ( 이성애가 표준인 곳)에서 다양한 가족 유형을 인정하고 수용하며, 사회적 다성애와 다원성을 수용하고, 대중 문화에서 하위 문화 및 다문화주의로의 전환을 의미한다.  문학평론가 프레드릭 제임슨(Fredric Jameson)는 "우리의 광고는... 모든 예술 분야에서 포스트모더니즘이 뒷받침되고 있으며 포스트모더니즘 없이는 상상할 수 없다."라고 말하기도 한다.

## 가족 구성원들

### 부모

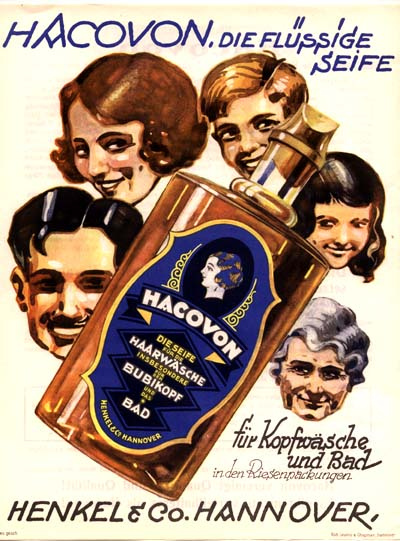
1920년 독일 하카본 샴푸 광고

역사를 통틀어 어머니는 아이들의 주된 육체적 보호자로 묘사되어 왔다. 여기서 육체적 돌봄에는 모유 수유, 기저귀 갈기 등의 작업이 포함된다. 어떤 사람들은 여성이 보살핌을 제공하려는 자연스러운 본능을 가지고 있다고 이론화하며 아버지는 딸보다는 아들과 더 많이 놀고, 자녀와 함께 노는 것으로 묘사될 가능성이 더 높다고 말한다. 그러나 오늘날, 가정부로만 묘사되는 아내의 감소와 마찬가지로 어머니를 자녀의 주요 육체적 보호자로 묘사하는 것도 감소했으며 어머니 또한 자녀와 함께 여가 활동을 하는 모습이 더 많이 묘사되기도 한다.

### 기타 가족 구성원
아버지와 마찬가지로 다른 남성 가족 구성원(아들과 손자 포함)은 주로 아이들과 함께하는 놀이 활동에 묘사된다. 젊은 여성 가족 구성원은 집안일 및 육아와 관련된 활동에 더 많이 묘사되며  조부모님은 광고에 거의 등장하지 않는다.
가족 이미지는 출처와 출처가 타깃으로 삼으려는 청중에 따라 달라진다.
Good Housekeeping 과 같은 여성 잡지에서는 여성이 주로 주부로 묘사되는 것처럼 말이다.

### 남편
광고 속 아내가 자신의 적절한 역할에 대한 일반적인 견해를 반영한 것처럼 남편도 자신의 역할을 둘러싼 문화적 가치를 반영한다. 남편이 집 밖에서 일하며 가계를 관리하는 모습이 흔하다는 것인데, 이러한 역할은 특히 1920년, 1936년, 1970년에 널리 퍼졌다. 남편이 집안일을 하는 광고에서는 일반적으로 남편이 유머러스하게 가사일을 제대로 수행하지 않는 한 묘사되지 않으며, 친밀하고 로맨틱한 관계를 맺고 있는 남편과 아내의 묘사가 계속해서 늘어났다.

### 아내
광고는 일반적으로 성 역할에 대한 대중적인 현대적 태도를 반영한다. 집 밖에서 일하는 아내의 수가 상대적으로 적었던 1920년대에는 광고에서 일하는 아내가 거의 묘사되지 않았으나 이후 많은 아내가 노동 시장에 진출하는 대공황동안 이러한 상황은 바뀌었다. 실제로 그 이후로 가사가 덜 중요한 가족 역할이 되면서 가사일을 수행하는 여성을 묘사하는 광고의 수가 감소했다.

## 같이 보기
- 자본주의